# پرونده‌های ایکس چوسان
پرونده‌های ایکس چوسان (انگلیسی: Joseon X-Files; کره‌ای: 기찰비록) یک مجموعه تلویزیونی کره جنوبی سال ۲۰۱۰ با بازی کیم جی-هون، ایم جونگ اون، کیم کاپ سو و جو هی بونگ است. این مجموعه از ۲۰ اوت تا ۲۹ اکتبر ۲۰۱۰، جمعه‌ها ساعت ۲۴:۰۰ (کی‌اس‌تی) از تی‌وی‌ان برای ۱۲ قسمت پخش شد.
این مجموعه بر پایه مواردی است که در وقایع‌نامه سالیانه سلسله چوسان شرح داده شده درحالی‌که عناصر مرموز و فراطبیعی را نیز در خود جا داده‌است.
عنوان کره‌ای اصلی به صورت تحت‌اللفظی سوابق تحقیقات محرمانه (انگلیسی:Secret Investigation Records) ترجمه می‌شود و این مجموعه همچنین با نام پرونده‌های اکس چوسان: کتاب مخفی (انگلیسی:Joseon X-Files: Secret Book; کره‌ای: 조선X파일: 기찰비록) نیز شناخته می‌شود.